# Louis Bonnet-L'escuyer
Pour les articles homonymes, voir Bonnet et Louis Bonnet.
 Louis Désiré Gustave Joseph Bonnet-L'escuyer , né à Taintignies, le 28 juin 1816 et décédé à Froyennes le 28 novembre 1897 fut un homme politique belge francophone libéral.
Il fut médecin.
Il fut échevin de Froyennes, membre du parlement,, et conseiller provincial de la province de Hainaut.